# Johnny Lever
John Prakasa Rao Janumala (ur. 7 stycznia 1950 w Ossalapale) – indyjski aktor charakterystyczny, jeden z najbardziej rozpoznawalnych komików Bollywood.

## Kariera filmowa
Karierę rozpoczynał już we wczesnej młodości, występując w szkolnym kabarecie. Przez następnych kilka lat występował na scenach kabaretowych w Bombaju. Na wielkim ekranie zadebiutował w 1981 roku filmem Yeh Rishta Na Tootay, od tego czasu wystąpił w przeszło 170 filmach, grając przeważnie epizodyczne role komediowe. W 1998 (za film Deewana Mastana) i 1999 (za Dulhe Raja) nagrodzony statuetkami Filmfare Awards (indyjski odpowiednik Oscara) w kategorii Najlepszy aktor komediowy, łącznie nominowany był do tej nagrody ośmiokrotnie.
Johnny Lever prowadzi również autorski program w telewizji Zee TV.

## Filmografia
- 2008: Odnaleziony narzeczony
- 2008: Kaashh... Mere Hote
- 2007: Victoria No. 203: Diamonds Are Forever jako Ghanshyam Dhanwani
- 2007: Fool N Final jako Kittu Pilot
- 2006: Aap Jaisa Koi Nahin
- 2006: 36 China Town
- 2006: Sawaan.... The Love Season jako Funsukh
- 2006: Saawan: The Love Season
- 2006: Phir Hera Pheri jako Munnabhai
- 2006: Mr Tikdambaaz
- 2005: Deewane Huye Paagal
- 2005: Khullam Khulla Pyaar Karen
- 2005: Padmashree Laloo Prasad Yadav jako Yadav
- 2004: Hatya - The Murder
- 2004: Meri Biwi Ka Jawaab Nahin jako Chitra Gupta
- 2004: God Only Knows! jako Road Babe
- 2003: Banana Brothers (on sam)
- 2003: Znalazłem cię jako Chelarm Sukhwani
- 2003: Kucch To Hai jako Popatlal
- 2003: Baap Ka Baap jako Pratap Tungare
- 2003: Szaleję za Premem jako Johnny
- 2003: Kash... Aap Hamare Hote
- 2003: Andaaz jako G.I. Joe
- 2003: Market
- 2003: Janasheen jako Johnny Chen
- 2003: Indian Babu
- 2003: Khushi jako Milestone
- 2003: Chalte Chalte – Blisko siebie jako Nandu
- 2002: Yeh Mohabbat Hai jako Jaggi
- 2002: Yeh Kaisi Mohabbat jako Paaji
- 2002: Chalo Ishq Ladaaye
- 2002: Karz: The Burden of Truth jako Juggi
- 2002: Kehtaa Hai Dil Baar Baar jako Natwar
- 2002: Humraaz jako Pan Darshan
- 2002: Jaani Dushman: Ek Anokhi Kahani jako Parwana
- 2002: Awara Paagal Deewana jako Chhota Chhatri
- 2002: Pyaar Diwana Hota Hai jako Paresh Chaval
- 2002: Nigdy cię nie zapomnę jako Pakhandee Baba
- 2002: Yeh Dil Aashiqanaa
- 2002: Akhiyon Se Goli Maare jako Subramaniam
- 2002: Annarth jako Ben Bose
- 2001: Czasem słońce, czasem deszcz
- 2001: Dla miłości zrobię wszystko jako Aslam Bhai
- 2001: Aashiq
- 2001: Aśoka Wielki jako Żołnierz Magadhy
- 2001: Po cichu i w sekrecie jako Pappu Bhai
- 2001: Ajnabee jako Banu Pradhan
- 2001: Aamdani Atthanni Kharcha Rupaiya jako Appu Khote
- 2001: Dla miłości zrobię wszystko jako Aslam Bhai
- 2001: Lajja
- 2001: Nayak jako Topi
- 2001: Censor jako Jhony
- 2001: Farz
- 2000: Badal jako Guler Mehndi
- 2000: Kunwara jako Gopal
- 2000: Beti No. 1 jako Mulayamchand
- 2000: Aaghaaz jako Rajni Deva
- 2000: Shikari jako Jafrani
- 2000: Bollywood im Alpenrausch (niewymieniony w czołówce) (on sam)
- 2000: Khatarnak
- 2000: Mela jako policjant
- 2000: Kaho Naa... Pyaar Hai jako Inspektor Parab (niewymieniony w czołówce)
- 2000: Tera Jadoo Chal Gayaa jako Maggi
- 2000: Fiza jako Komik
- 2000: Tera Jadoo Chal Gaya jako Maggi
- 2000: Moje serce należy do ciebie jako Chatterjee
- 2000: Ghaath jako Screwdriver
- 2000: Raju Chacha jako Jaddu
- 2000: Dil Hi Dil Mein
- 2000: Hadh Kar Di Aapne jako Ojciec
- 2000: Deewane jako Okay
- 2000: Hum To Mohabbat Karega jako Kutti
- 2000: Joru Ka Ghulam jako Kanhaiya
- 1999: Król serca jako Ram Lal
- 1999: Benaam jako Munna Mobile
- 1999: Khoobsurat jako Natwar, przyjaciel Sanju
- 1999: Hum Tum Pe Marte Hain jako Sattu
- 1999: Hum Aapke Dil Mein Rehte Hain jako Sunny Goel / Sunny Deol / Dharmendra (Dharamji) / Dinesh Shah Bharat Gandhi / Sanjay Dutt
- 1998: Achanak
- 1998: Soldier jako Mohan / Sohan
- 1998: Jab Pyaar Kisise Hota Hai jako Mahesh
- 1998: Coś się dzieje jako Col. Almeida,
- 1998: Barsaat Ki Raat
- 1998: Ustadon Ke Ustad
- 1998: Miss 420 jako Tony Fernandes
- 1998: Keemat: They Are Back jako Inspektor Ultappan
- 1998: Kareeb
- 1998: Tirchhi Topiwale jako Kadak K. Pillay
- 1998: Barood jako Prezenter
- 1998: Wajood jako Rahim Khan
- 1997: Do Ankhen Barah Haath
- 1997: Rozstanie jako Hiralal
- 1997: Himalay Putra jako Joe
- 1997: Miłość czy pieniądze? jako Madaman
- 1997: Deewana Mastana jako Gaffoor
- 1997: Miłość jako Szwagier Ranjita
- 1997: Judge Mujrim jako Havaldar Amar Lokhande
- 1997: Węgiel
- 1996: Raja Hindustani jako Balvant Singh
- 1996: Jaan jako Damru
- 1996: Hahakaar jako Chamcha
- 1996: Dushman Duniya Ka jako Dyrektor / Wykładowca w college'u
- 1996: Daraar jako Hari
- 1995: Karan Arjun jako Lenghaiya
- 1995: Haqeeqat jako Tony
- 1995: Rock Dancer jako Inspektor policji
- 1994: Yaar Gaddar
- 1994: Zamane Se Kya Darna
- 1994: Anjaam jako Champa Chameli
- 1994: Prem Yog jako Raghu Khureshi
- 1994: Ekka Raja Rani jako Guruji
- 1994: Kanoon
- 1993: Ryzykant jako Babulal
- 1993: Anmol (gościnnie) (on sam)
- 1993: Aulad Ke Dushman jako Johnny
- 1993: Mahakaal
- 1992: Khiladi jako Anna Pillai
- 1992: Cuda się zdarzają jako Komentator krykieta
- 1992: Humlaa jako Madanlal
- 1991: Narasimha jako Tempo dada
- 1991: Hag Toofan
- 1990: Bandh Darwaza
- 1989: Ilaaka
- 1989: Kala Bazaar jako Kuntee
- 1989: Jaadugar jako Nilkant
- 1989: Doosra Kanoon jako Johny
- 1989: Main Azaad Hoon jako Protestujący (niewymieniony w czołówce)
- 1989: ChaalBaaz
- 1989: Mujrim (niewymieniony w czołówce)
- 1988: Wajood
- 1986: Love 86 jako Uttam
- 1984: Ek Nai Paheli